# Complottheorieën rond de Apollo-maanlanding

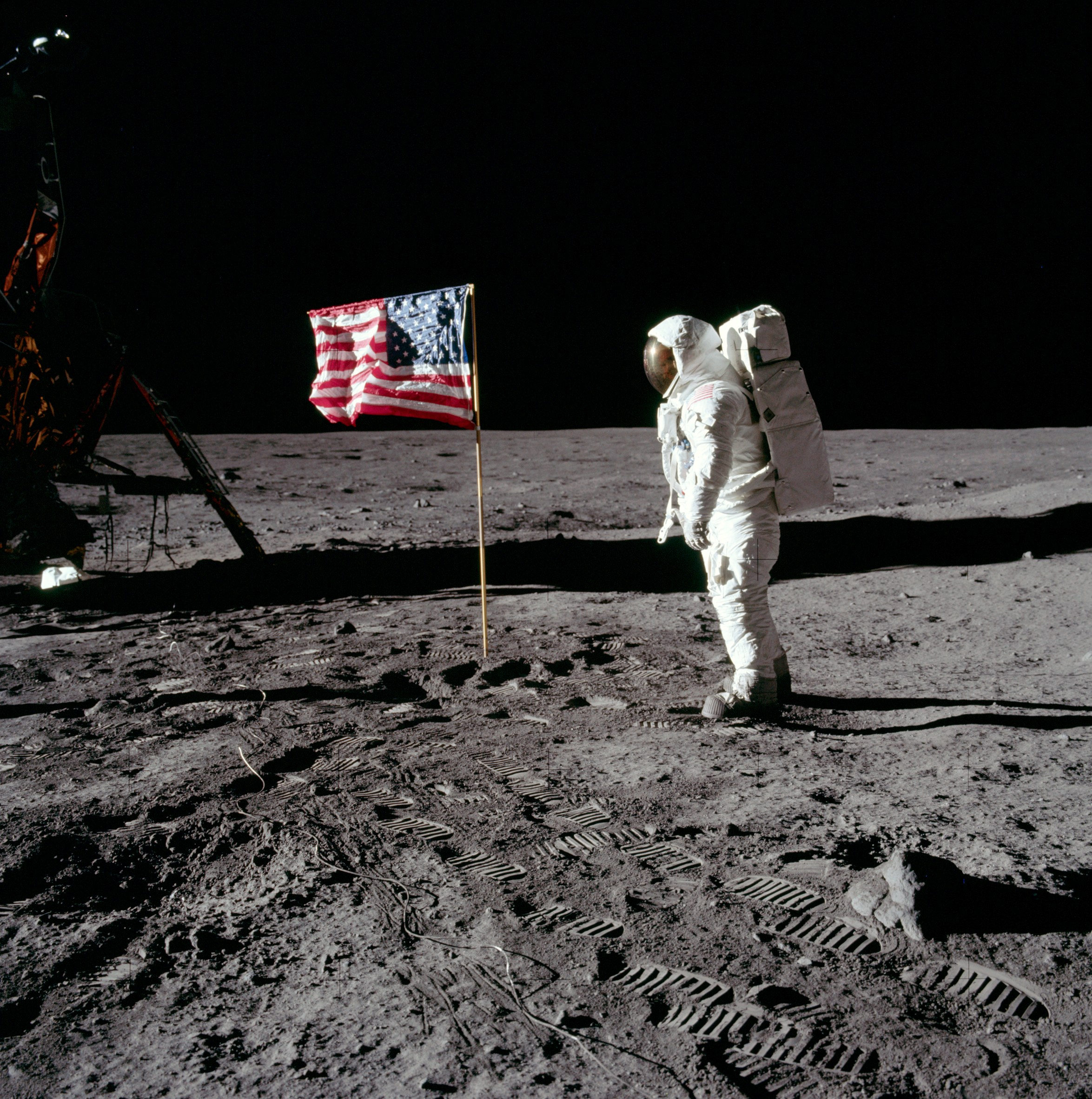
De Amerikaanse vlag op de maan, "wapperend in de wind".

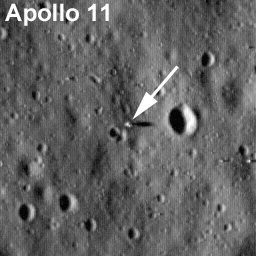
Landingsplek van Apollo 11.

De complottheorieën rond de Apollo-maanlanding stellen dat de Verenigde Staten niet echt astronauten naar de maan hebben gestuurd. Volgens deze complottheorieën hebben de maanlandingen binnen het Apollo-ruimtevaartprogramma in de jaren 1969 tot 1972 niet daadwerkelijk plaatsgevonden, maar zijn ze door de NASA en de Amerikaanse regering in scène gezet.
De aanhangers van deze theorieën voeren een aantal argumenten aan. Zo zouden er schaduwen zijn waargenomen op de foto's die op de maan zijn genomen, die te herleiden zouden zijn tot meerdere lichtbronnen in plaats van een. Andere bekende argumenten zijn het ontbreken van sterren op de foto's, en de wapperende Amerikaanse vlag.
Een mogelijk motief van de Amerikanen om de landing in scène te zetten in plaats van daadwerkelijk naar de maan te reizen zou zijn dat het niet mogelijk was om mensen naar de maan te sturen vanwege de vele onopgeloste problemen.
Het commerciële Amerikaanse televisiestation Fox News Channel zond op 15 februari 2001 een documentaire uit over deze theorieën. Wetenschappers, technici en ruimtevaartkenners schuiven deze theorieën als ongegrond terzijde. Er is een overvloed aan fysiek bewijs voor het tegendeel ervan. De complottheorie dat de maanlandingen in scène werden gezet wordt verder ontkracht in de Franse mockumentary Opération Lune.

## Ontkrachting
Tussen 11 en 15 juli 2009 maakte de onbemande Amerikaanse maanverkenner Lunar Reconnaissance Orbiter (LRO) foto's van de landingsplaatsen. Op de verschillende foto's is te zien hoe de achtergebleven onderste module van de maanlanders lange schaduwen werpen over het maanoppervlak.
Op één foto zijn naast de maanlander Antares van Apollo 14 ook nog wetenschappelijke instrumenten zichtbaar en sporen van de maanwandeling (de astronauten hadden ook een wagentje bij zich).

## Veelvoorkomende argumenten
Als verklaring wordt door sommigen verondersteld dat het tijdens het hoogtepunt van de Koude Oorlog wel erg aardig van de Sovjets was om de Amerikanen voor te laten gaan in het vervalsen van de maanlandingen in plaats van zelf die primeur op te eisen. Voor de complottheorieën zijn talloze argumenten aangevoerd, hieronder een lijst van de meest voorkomende met bij elk een tegenargument.

### Problemen met de foto's

#### Kruisdraden
Claim: de kruisdraden op bepaalde foto's lijken achter gefotografeerde objecten te liggen, in plaats van ervoor zoals dat het geval zou moeten zijn wanneer de kruisdraden op de lens van de camera waren aangebracht; dit impliceert dat het gemanipuleerde foto's betreft.
Tegenclaim: wanneer een dunne zwarte lijn (zoals die van een kruisdraad) tegen een helder witte achtergrond gefotografeerd wordt, treedt er veelal verzadiging van de filmemulsie op, waardoor de zwarte lijn wegvalt op het negatief.

#### Kwaliteit
Claim: de kwaliteit van de foto's is onwaarschijnlijk hoog.
Tegenclaim: NASA selecteerde alleen het beste beeldmateriaal ter publicatie, waarop de pers nogmaals een selectie toepaste op het door de NASA gepresenteerde materiaal. Van de duizenden foto's die de astronauten namen zijn er vele die onscherp of met een verkeerde belichtingstijd genomen zijn, zoals te zien is in de Apollo Lunar Surface Journal van de NASA.

#### Sterren
Claim: er zijn geen sterren zichtbaar op de foto's en de astronauten melden niet een keer dat er sterren zichtbaar zijn vanuit de ramen van hun ruimtecapsules.
Tegenclaim: er zijn ook geen sterren zichtbaar op ruimtefoto's van de Spaceshuttle, Mir, ISS en de aarde. Dit komt doordat dit soort foto's met korte sluitertijden genomen wordt zodat er geen overbelichting plaatsvindt van direct door de zon verlichte voorwerpen op de voorgrond. Het veel zwakkere sterrenlicht heeft geen kans om de film te belichten bij zulke korte sluitertijden. Men kan dit zelf proefondervindelijk vaststellen door een foto van de nachthemel te nemen met een sluitertijd die geschikt is voor een zonnige dag. De astronauten waren (op die van Apollo 13 na) gemakkelijk in staat sterren te zien, er vond zelfs navigatie op de sterren plaats.
Claim: als de astronauten wel gemakkelijk in staat waren sterren te zien, dan is het opmerkelijk dat ze tijdens al hun ruimtetrips geen enkele maal een foto hebben genomen van deze sterren met een geschikte sluitertijd om ze vast te leggen: de astronauten waren daarvoor voldoende getraind, ze beschikten over camera's van goede kwaliteit en het had unieke foto's op kunnen leveren; het is des te meer opmerkelijk dat de astronauten wel tijd hadden voor andere zaken, zoals een partijtje golf.
Tegenclaim: Voor sterrenfotografie is een lange sluitertijd nodig. Tijd was een kostbaar begrip op de maan. Op de maan hadden de astronauten bovendien hun handen vol aan het fotograferen van de geografische kenmerken van de maan zelf. Foto's van de sterren vanaf de maan hadden niet bijzonder veel toegevoegd aan de foto's van de sterren zoals wij ze reeds kennen, immers, de positie van de maan ten opzichte van de aarde is op astronomische schaal te verwaarlozen. Foto's van sterren kunnen uiteindelijk beter gemaakt worden door satellieten en ruimtetelescopen.
Het "partijtje golf" bestond slechts uit het wegslaan van een paar ballen door astronaut Alan Shepard vlak voor het verlaten van de maan.

#### Schaduwen
Claim: de kleur en richting van de schaduwen op de foto's is inconsistent.
Tegenclaim: schaduwbeelden op de maan zijn veelal complex doordat er fototechnisch meer dan een lichtbron aanwezig is: de zon, de aarde en de maan zelf. Licht van deze bronnen wordt door het maanstof gebroken en in alle richtingen verstrooid, ook in de schaduwgebieden; daarnaast is het maanoppervlak niet plat en worden schaduwen korter of langer als ze in kraters of op berghellingen vallen. Als laatste heeft zowel perspectief als de lenshoek van de camera een invloed, waardoor parallel lopende schaduwen niet parallel lopen op de foto's.

#### Verkeerde schaduwen op panoramafoto's
Claim: de verkeerde schaduwen van de astronauten die te zien zijn op de panoramafoto's verraden de aanwezigheid van een kunstmatige lichtbron in de studio inplaats van de echte zon boven de maanhorizon. Deze schaduwen lopen niet parallel aan elkaar maar zijn gericht naar een gemeenschappelijk vluchtpunt: een heldere spotlight.
Tegenclaim: panoramafoto's moeten als cirkelvormige of halfcirkelvormige (of ook wel kwartcirkelvormige) representaties bekeken worden, en niet als plat afgedrukte fotoreeksen, want daardoor lijken de schaduwen van de astronauten zich naar een gemeenschappelijk vluchtpunt te richten. Aardse panoramafoto's tonen ook steeds "verkeerde" schaduwen als ze worden afgedrukt als platte fotoreeksen.

#### Achtergronden
Claim: identieke achtergronden komen voor op foto's die vele kilometers van elkaar genomen zijn; dit wijst op een studioset waarbij abusievelijk tweemaal dezelfde achtergrondafbeelding werd gebruikt.
Tegenclaim: parallax-effecten die bij nauwkeurige observatie waarneembaar worden, bevestigen de geclaimde locaties van de foto's. De maan heeft geen atmosfeer, waardoor verafgelegen voorwerpen ongewoon helder en minder veraf schijnen dan werkelijk het geval is; zo zijn de bergen op de achtergrond van veel foto's geen nabijgelegen heuvels, maar echte bergen van een kilometer of meer hoogte, gelegen op tien tot twintig kilometer afstand van de camera. Bij deze afstanden zijn de veranderingen in de achtergrond slechts subtiel, hetgeen veelal gemist wordt.

#### Aantal foto's
Claim: naast de verdachte zaken die op de foto's te zien zouden zijn, is er ook twijfel ontstaan over de Apollo-maanlandingen door het aantal foto's dat genomen is tijdens de EVA's, de tijd dat de astronauten op de maan buiten de maanlandingsmodule waren. Wanneer het totale aantal officiële foto's genomen tijdens de EVA's van alle Apollo-missies gedeeld wordt door de totale hoeveelheid tijd die deze EVA's in beslag namen, komt men uit op een gemiddelde van 1,19 foto's per minuut dat de astronauten op de maan waren, dus één foto per 50 seconden. Daarbij moet men dan ook nog bedenken dat in deze berekening geen rekening is gehouden met alle andere activiteiten van de astronauten op de maan, zoals onderzoek, inspectie, wandelingen en het salueren voor de vlag. Wanneer men dat wel doet zou men voor Apollo 11 uitkomen op ongeveer één foto per 15 seconden. Dit is des te opmerkelijker omdat veel locaties waarop de foto's genomen zijn ver van elkaar verwijderd liggen en een behoorlijke reistijd in beslag zouden nemen, zeker in een ruimtepak dat de astronauten in hun bewegingsvrijheid belemmerde. Bovendien hadden de camera's van de astronauten geen zoeker, noch beschikten zij over automatische belichtingstijdinstelling, iets wat het nemen van goede foto's aanzienlijk vertraagt. Ook is de zwaartekracht van de maan maar 1/6 van die van de aarde waardoor ze zich nooit zo snel konden voortbewegen als op aarde.
Tegenclaim: de astronauten hadden op aarde uitvoerig getraind in het gebruik van hun uitrusting en camera's en maakten duizenden proeffoto's. Tijdens de hele missie bleven de camera-instellingen gelijk, de astronauten stelden geen sluitertijden en diafragma's in maar hoefden slechts de sluiter te openen ("af te drukken") en de film te transporteren; op deze wijze konden ze een snelheid van twee foto's per seconde halen. Veel foto's waren oorspronkelijk deel van stereoscopische paren die zo snel mogelijk na elkaar genomen werden.

### Problemen met straling en hitte

#### Van Allen-gordels
Claim: de astronauten konden de reis niet overleven door de straling in de Van Allen-gordels en de kosmische straling.
Tegenclaim: de afstand van de aarde tot de maan is tien maal zo groot als die van de aarde tot de Van Allen-gordels en de ruimtevaartuigen doorkruisten de Van Allen-gordels in slechts dertig minuten tijd. Daarnaast werd de afgelegde route zo gekozen dat de astronauten aan een zo gering mogelijke stralingsdosis blootgesteld werden en beschermde de metalen romp van het ruimtevaartuig hen tegen straling. James Van Allen, de ontdekker van de naar hem genoemde stralingsgordels, heeft persoonlijk deze claims ontzenuwd. De astronauten droegen tijdens hun missies dosimeters die aantoonden dat de totaal opgelopen stralingsdosis ongeveer overeenkwam met die van een röntgenfoto van de borstkas, ongeveer 1 milligray.

#### Effect van temperatuur op filmemulsie
Claim: de temperatuur van het maanoppervlak is overdag zo hoog dat filmemulsie zou smelten.
Tegenclaim: door het ontbreken van een atmosfeer is er geen efficiënte thermodynamische koppeling tussen het maanoppervlak en voorwerpen die er niet in direct contact mee zijn; enkel straling kan zorgen voor warmteoverdracht. Door gebruik te maken van geschikte optische coatings kon de temperatuur in de camera's zo onder controle gehouden worden.

### Problemen op radiografisch gebied

#### Geen vertraging
Claim: bij een afstand van ca. 400 000 km zouden radiogolven bijna 3 seconden onderweg moeten zijn van de aarde naar de maan en terug; deze vertraging zou hoorbaar moeten zijn op de geluidsopnames.
Tegenclaim: bij de meeste documentaires worden deze stiltes van drie seconden eruit geknipt, op de originele opnames zijn ze wel degelijk aanwezig.

#### Te korte vertraging
Claim: de vertraging in de communicatie bedroeg circa een halve seconde in plaats van meer dan twee.
Tegenclaim: de stiltes tussen vraag en antwoord bedragen op de originele opnames nooit minder dan twee seconden. Ook uit de beelden bleek op sommige momenten een duidelijke vertraging. Zo werd halverwege aarde en maan op televisie een terugblik naar de aarde getoond. De aarde stond toen aan de rand van het beeld rechtsboven. Op verzoek van NASA werd de camera beter gericht. Na twee seconden kwam reactie op het beeld. Toen de aarde in het midden stond, zei Houston 'STOP'. Als gevolg van de vertraging schoof het beeld van de aarde links onder het scherm af.

#### Beste ontvangst
Claim: het Parkes Observatorium ontving het beste signaal terwijl de maan aan de andere kant van de aarde stond.
Tegenclaim: de gedetailleerde opnames ondersteunen deze claim eenvoudigweg niet.

#### Signaal kwam uit de VS
Claim: terwijl het Parkes Observatorium de beste signaalontvangst zou moeten hebben, waren de live-beelden voor Australië afkomstig uit de VS, net als die voor de rest van de wereld.
Tegenclaim: de signalen die vanaf de maan verzonden werden en het eerst op aarde aankwamen in Honeysuckle Creek in het Capital Territory te Australië, waren geen normale televisiesignalen, daarvoor was de beschikbare bandbreedte van de radioverbinding te gering. Er werd daarom gebruikgemaakt van slowscantelevisie en deze signalen moesten door NASA geconverteerd worden.

### Problemen op mechanisch en chemisch gebied

#### Geen kraters
Claim: de maanlandingen veroorzaakten geen kraters.
Tegenclaim: de landingen zouden ook geen zichtbare kraters moeten veroorzaken: de dalingssnelheid van de landingsmodules was slechts gering, de landingsmodules hadden reeds veel van hun massa verloren door het verbranden van raketbrandstof en de zwaartekracht van de maan bedraagt maar 1/6 van die op aarde; zodoende produceerde de raketmotor maar een gering vermogen vlak voor de landing en bij gebrek aan een atmosfeer expanderen de uitlaatgassen van de raket veel sneller dan op aarde, waardoor de kegel uitlaatgassen al snel zeer breed wordt. Desondanks wierpen de maanlandingen stof op, waarover de gezagvoerders van de landingsmodules zich ook beklaagden, het was echter niet genoeg stof om zichtbare kraters te vormen.

#### Geen uitlaatvlam
Claim: tijdens het opstijgen van de maanmodule produceerden de raketten geen uitlaatvlam.
Tegenclaim: de gebruikte brandstof hydrazine ontsteekt hypergool (bij aanraking, zonder tussenkomst van een vonk) in combinatie met distikstoftetraoxide als oxidant; hypergole mengsels branden altijd nagenoeg onzichtbaar; daarnaast expanderen de uitlaatgassen snel bij gebrek aan een atmosfeer (zie boven). De oorzaak dat de uitlaatvlam op aarde redelijk goed zichtbaar is ligt in het gebruikte rijke mengsel van brandstof en oxidant dat de levensduur van de raketmotor verlengt; het teveel aan brandstof verbrandt zichtbaar met zuurstof uit de atmosfeer.

#### Geen geluid en vibratie
Claim: tijdens het dalen van de maanmodule is er nauwelijks geluid en vibratie van de raketten hoorbaar, terwijl de hoofdraket zich voor een groot deel in de module bevindt en de astronauten erbovenop zitten.
Tegenclaim: de motor van de landingsmodule zat in een compartiment onder de stijgmodule. Dat betekent dat er inderdaad nauwelijks geluid klonk. Dat er weinig motorgeluid is te horen is ook te danken aan het feit dat de communicatie met de astronauten via microfoons in hun pak (en helm) plaatsvond en daardoor afgesloten was van de eventuele omgevingsgeluiden.

#### Maansteen
Claim: de maanstenen die teruggebracht werden vertonen een identieke chemische samenstelling met maanmeteorieten gevonden op Antarctica.
Tegenclaim: chemische analyse toont veelal een verschillende samenstelling qua zuurstofisotopen en een verrassend gebrek aan vluchtige elementen; er zijn slechts enkele nagenoeg gelijke meteorieten gevonden, die zonder uitzondering afkomstig zijn van kratervormende gebeurtenissen op de maan. Daarnaast is de totale hoeveelheid van deze maanmeteorieten slechts gering ten opzichte van de 380 kg maansteen die door de Apollo-missies werd teruggebracht en zijn deze maanstenen chemisch identiek aan die, die teruggebracht werden door de Russische (robotische) Luna-maanexpeditie.

#### Maanstof
Claim: de diepe stofbekkens rond de plekken van de maanlandingen zouden moeten zijn leeggeblazen door de raketmotoren van de landingsmodules.
Tegenclaim: op aarde zou dit inderdaad het geval zijn, maar bij gebrek aan een atmosfeer op de maan kunnen de raketmotoren geen turbulenties veroorzaken, alleen de uitlaatgassen zelf kunnen het regoliet (maanstof) wegblazen; daarbij neemt de dichtheid van het regoliet toe bij toenemende diepte, waardoor alleen de bovenste laag door de uitlaatgassen weggeblazen werd.

Animatie gemaakt van twee foto's, die laat zien dat de vlag niet beweegt, laat staan "wappert".

#### Wapperende vlag
Claim: de op het maanoppervlak geplaatste Amerikaanse vlag wapperde in de wind, terwijl de maan geen atmosfeer heeft.
Tegenclaim: de vlag is aan een Г-vormige houder opgehangen en bij gebrek aan atmosfeer is er nagenoeg geen wrijving die de slingerbeweging, die de astronauten veroorzaakten tijdens het plaatsen, kon stoppen; de vlag lijkt te golven doordat ze gevouwen was voor ze werd opgehangen.

#### Opmerkelijk verlies van techniek
Claim: het is vreemd dat van enkele belangrijke onderdelen van het Apollo-programma, zoals de Saturnus V-raket, de maanmodule en de maanauto, de bouwtekeningen zijn zoekgeraakt. Als het Apollo-programma werkelijk zo'n uitzonderlijke techniek omvatte, mag men aannemen dat men op zijn minst uiterst zorgvuldig om is gesprongen met het vastleggen en bewaren van deze techniek.
Tegenclaim: er wordt slechts gespeculeerd dat dit materiaal daadwerkelijk is zoekgeraakt, daar bestaat bewijs noch enige officiële uitspraak over.

#### Zwevend stof
Claim: aangezien er op de maan minder zwaartekracht is zou het maanstof heel lang moeten blijven hangen.
Tegenclaim: De maan heeft geen atmosfeer, waardoor maanstof geen luchtweerstand ondervindt en gewoon volgens de regels van de zwaartekracht binnen seconden weer op het maanoppervlak terugvalt. Daarbij was de tijdsduur tussen het landen en het verlaten van de raket voor de wandeling van dusdanige grootte dat dit stof al lang gedaald was.

#### Opmerkelijk verlies van data
Claim: in de documentaire Did We Go? van Aron Ranen beweren zowel de toenmalige flight director van Apollo 11, Gene Kranz, als de NASA-archivaris van het Goddard Space Center, Dr. David Williams, dat de telemetriedata van Apollo 11 zoek zijn. Het is opmerkelijk dat de data van zo'n historisch en technisch belangrijk project verdwenen zijn.
Tegenclaim: feitelijk beweren beiden niet dat de data zoek zijn, ze zeggen slechts op moment van de opname dat ze niet weten waar de betreffende data zijn. Daar is zowel gelet op het verloop van ruim 30 jaar als gelet op de grootte van de archieven niets opmerkelijks aan.

## Film en video
- Bart Winfield Sibrel, A Funny Thing Happened On The Way To The Moon, 2001, ASIN: B000059MCV
- Bart Winfield Sibrel, Astronauts Gone Wild, 2004.
- David S. Percy, What Happened on the Moon: Hoax, Lies and Videotape, 2000, ASIN: B000055XQV
- Opération Lune, een mockumentary van William Karel omtrent de complottheorieën.

### Websites die de complottheorieën aanhangen
- (en)  Aulis Online - Different Thinking
- (en)  Moonmovie.com
- (en)  The Faked Apollo Landings
- (en)  Fotostudie door Jack White
- (en)  Apollo Reality

### Websites die de complottheorieën ontkrachten
- (en)  Fox TV and the Apollo Moon Hoax door dr. Phil Plait
- (en)  The Great Moon Hoax door dr. Tony Phillips, NASA
- (en)  The Great Moon Landing Hoax door het "Museum of Unnatural Mystery"

### Andere relevante links
- Opération Lune (Dark Side of the Moon), mockumentary van William Karel
- A Funny Thing Happened on the Way to the Moon, documentaire van Bart Sibrel
- American Moon, Massimo Mazzucco